# Shreveport
Shreveport – miasto w Stanach Zjednoczonych, w stanie Luizjana, w parafii Bossier i Caddo (której jest jej siedzibą); nad rzeką Red River. Według danych z 2022 roku liczy 180,2 tys. mieszkańców, oraz 389 tys. w obszarze metropolitalnym, który współtworzy z miastem Bossier City. Trzecie co do wielkości miasto stanu Luizjana. 
Powstało w roku 1835, wówczas nazywało się Shreve’s. W latach 1863–1865 było stolicą stanu i jednym z ostatnich bastionów oporu konfederatów w Luizjanie.
Miasto było ośrodkiem handlu bawełną. Prawa miejskie otrzymało w 1878 roku. Gwałtowny rozwój od roku 1906, kiedy odkryto ropę naftową nad jeziorem Caddo Lake.
Oprócz przemysłu petrochemicznego (rafineria), dominuje przemysł maszynowy, metalowy, spożywczy, drzewny, chemiczny i szklarski.

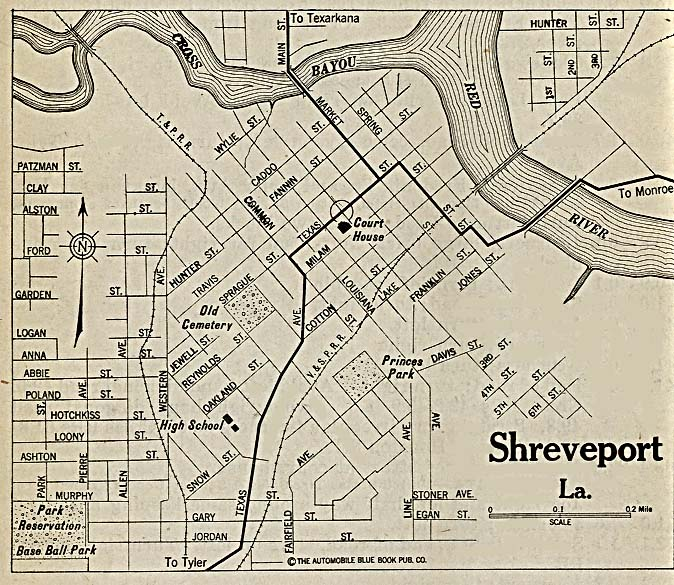
Shreveport w roku 1920